# 소수 여당 정부
소수 여당 정부(Minority government) 또는 소수 내각(minority cabinet)은 의원내각제에서 한 정당이나 연립정부가 입법부 의석의 과반수를 확보하지 못하고 구성된 정부 및 내각을 말한다. 이러한 정부는 다른 정당의 공식적인 지지 유무와 관계없이 취임하여 정부를 구성할 수 있다. 소수 여당 정부 하에서는 입법부의 다른 충분한 구성원의 지지나 동의가 있어야만 법안을 통과시킬 수 있으므로, 다당제 참여를 장려한다. 양원제 입법부에서 이 용어는 정부의 존속에 가장 중요한 것으로 간주되는 의원(일반적으로 하원)의 상황과 관련이 있다.
소수 여당 정부는 다수 여당 정부보다 덜 안정적인 경향이 있다. 반대하는 의원들이 단합할 경우 법안에 반대하거나 심지어 불신임 결의로 정부를 무너뜨릴 수 있는 충분한 수를 확보하고 있기 때문이다. 그러나 소수 여당 정부가 일부 의회 정당과 지지 파트너십을 맺으면 다수 여당 정부만큼 안정적일 수 있다.

## 연립 정부 및 동맹
의원내각제에서 정부 구성에 명확한 과반수가 없는 상황에 대처하기 위해 두 개 이상의 정당이 공식적인 연립정부를 구성하여 의원 과반수를 확보할 수 있다. 또한 한 정당이 다른 정당이나 개별 의원과 비공식적인 동맹이나 협정을 맺어 소수 여당 정부가 계속 집권할 수 있도록 할 수도 있다.
흔한 상황은 "뛰어넘는 다수"를 가진 통치 방식인데, 내각은 의회 내 다수의 지지를 협상할 수 있는 한 유지되지만, 그 다수는 문제 또는 법안마다 다르게 구성될 수 있다. 때로는 입법부가 특정 표결에서 패배했음에도 불구하고 소수 내각이 계속 집권하도록 허용할 수 있으며, 소수 여당 정부는 신임 투표를 부치고 입법부가 자신에게 반대 투표를 할 경우 사임하겠다고 위협할 수도 있다.
다른 대안은 스웨덴에서 볼 수 있는 느슨한 정당 동맹이다. 스웨덴에서는 오랫동안 집권해 온 스웨덴 사회민주노동자당이 다른 정당들의 공식적 또는 비공식적 지지를 받으며 통치해왔다. 20세기 중반에는 농업당의 지지를, 1968년 이후에는 공산당의 지지를, 그리고 최근에는 녹색당과 구 공산당의 지지를 받아 행정 권한과 (실질적으로) 입법 발의권을 유지할 수 있었다. 이는 캐나다에서도 흔하며, 1921년부터 2005년까지 아홉 번의 선거는 사실상 소수 연방 정부를 탄생시켰다. 정당들은 공식적인 연립 정부를 구성할 만큼 협력하는 경우가 드물지만, 대신 느슨한 협정에 따라 운영된다.
때로는 신임 공급 협정이 체결되기도 한다. 이는 여전히 연립 정부를 구성하는 데는 미치지 못하는 좀 더 공식적인 협약이다. 캐나다의 온타리오주에서는 온타리오 자유당이 1985년부터 1987년까지 온타리오 신민주당과의 공식적인 협정에 기반하여 소수 정부를 구성했다. NDP는 NDP가 제안한 특정 입법 조치 통과를 대가로 2년 동안 모든 불신임 결의와 예산 관련 법안에 대해 자유당을 지지하기로 합의했다. 이는 공식적인 연합이 아니었다. 왜냐하면 NDP는 야당으로 남아있었고 내각에 자리를 얻지 못했기 때문이다. 이 경우 자유당은 심지어 과반수 의석도 얻지 못했다. 온타리오 진보보수당이 52석으로 가장 큰 단일 정당이었고, 자유당은 48석, NDP는 25석이었다.
제48대 뉴질랜드 의회는 연립과 느슨한 협정 모두에 따라 운영되었다. 정부는 뉴질랜드 노동당과 뉴질랜드 진보당의 연립이었고, 뉴질랜드 미래연합과 뉴질랜드 퍼스트는 신뢰 문제에 대해 정부를 지지하기로 합의했으며, 뉴질랜드 녹색당은 협력 협정을 협상할 수 있었다.

### 단순 다수제
대부분의 웨스트민스터 체제 국가에서는 각 선거구에서 단순 다수 득표로 한 명의 국회의원을 선출한다. 이 시스템은 정치학에서 뒤베르제의 법칙으로 알려진 원칙에 따라 상위 두 정당의 의석 수를 늘리고 소수 정당의 의석 수를 줄이는 경향이 강하여, 소수 정부는 상대적으로 드물다. 이 시스템의 지지자들은 이를 장점 중 하나로 본다. 40% 미만의 득표율을 얻은 정당도 종종 과반수 의석을 얻을 수 있다. (예를 들어 2005년 영국 총선에서 집권 노동당은 35.2%의 득표율로 영국 하원에서 66석 과반수를 얻었다.) 그러나 일부 정당에 대한 지지가 지역적으로 집중되어 있으면 뒤베르제의 법칙이 각 지역에 별도로 적용되어 어느 정당도 각 지역에서 과반수 의석을 얻을 만큼 충분히 지배적이지 못할 수 있다. 이것이 2004년 캐나다 연방 선거, 2006년 캐나다 연방 선거, 2008년 캐나다 연방 선거, 2019년 캐나다 연방 선거, 2021년 캐나다 연방 선거에서 발생한 상황이었다. 퀘벡주에서의 퀘벡 블록의 지배력 때문에 어느 정당도 과반수를 얻지 못했다.
웨스트민스터 체제에서, 소수 상황에서는 보통 현직 정부가 하원의 신임을 얻기 위한 첫 번째 기회를 갖는다. 이것은 현직 정부가 더 적은 의석을 가지고 있더라도 마찬가지다. 현직 총리는 선거 기간 동안 그리고 선거 직후에도 그 임무를 계속 수행한다. 만약 그들이 하원의 신임을 얻는 정부를 구성할 수 없다면, 그 임무를 자발적으로 사임할 것으로 예상된다. 군주(또는 그 대표)가 총리가 심각한 헌법적 규정을 위반하고 있는 경우를 제외하고 해당 임무를 철회하는 것은 용납되지 않는다고 간주된다. 그럼에도 불구하고, 보통 하원에서 과반수를 잃은 현직 정부는 단순히 사임한다. 특히 주요 야당이 과반수에서 불과 몇 석 부족하거나, 소수 정당의 충분한 의원의 지지를 얻어 초기 신임 투표에서 이길 기회가 없다고 느낄 경우 더욱 그렇다.
그럼에도 불구하고, 이제 가장 많은 의석을 가진 정당이 정부를 구성하는 관행은 유권자들 사이에 가장 많은 의석을 가진 정당이 항상 정부를 구성하는 관례가 존재한다는 오해를 널리 퍼뜨렸다. 사실, 이 관행의 가장 설득력 있는 이유는 가장 많은 의석을 가진 정당이 소수 정당(또는 정당들)이 신임 투표에서 단순히 기권하는 한 신임 투표에서 살아남을 수 있다는 것이다. 반면, 하원에서 과반수를 확보하지 못한 집권당은 항상 최소한 하나의 다른 정당과 함께 투표해야 한다(가장 큰 정당이 항상 불신임 투표를 할 것이라고 가정하지만, 그들이 통치 기회를 박탈당했을 때 이는 거의 확실히 발생할 것이다). 이것은 대부분의 상황에서 가장 많은 의석을 가진 정당이 정치 스펙트럼에서의 위치와 관계없이 신임 투표에서 이길 가장 좋은 기회와 가장 복잡하지 않은 경로를 가지고 있다는 것을 의미한다.
캐나다 연방 수준에서는 집권당이 다른 정당이 과반수를 차지하지 못하고 과반수를 잃은 가장 최근 5번의 경우 중 4번(1957, 1963, 1979, 2006) 현 정부는 집권하려 하기보다 사임했다.
정부를 구성하는 어떤 정당이든 한 개 이상의 다른 정당과 연립 정부를 구성하거나, 불신임 결의를 피하기 위해 다른 정당이나 무소속 의원들로부터 어떤 형태로든 지지를 얻어야 한다. 불신임 결의 때문에 소수 여당 정부는 종종 단명하거나 임기가 만료되기 전에 무너진다. 소수 여당 정부의 지도자는 종종 유권자로부터 더 강한 지지를 얻기 위해 선거를 치르기도 한다. 예를 들어 캐나다에서는 연방 소수 여당 정부의 평균 존속 기간은 18개월이다.

### 오스트레일리아
전례 없는 접전 끝에 치러진 2010년 오스트레일리아 의회 선거에서 오스트레일리아 연방 차원에서는 1940년 이래 처음으로 연방 소수 정부가 탄생했다. 오스트레일리아 노동당과 연합은 모두 72석을 얻어 과반수에서 4석 부족했다. 노동당은 양당 선호 득표율에서 0.24% 우세했다. 무소속 4명, 오스트레일리아 녹색당 의원 1명, WA 내셔널당 의원 1명으로 구성된 6명의 교차 의원이 균형추를 잡았다. 결국 4명의 교차 의원이 노동당에 신임 공급을 제공하여 극도로 근소한 차이의 소수 정부를 구성할 수 있게 했다. 이 정부는 2013년 선거까지 유지되었다.
2016년 오스트레일리아 의회 선거 이후 연합은 단 한 석 차이로 다수당 정부를 구성했다. 2018년 오스트레일리아 자유당 대표 경선으로 맬컴 턴불 총리가 실각한 후 내셔널당 의원 케빈 호건이 교차 의원으로 이동하면서 과반수를 잃었다. 2018년 웬트워스 보궐선거에서 무소속 캐린 펠프스가 승리하면서 정부는 또 한 석을 잃었다. 줄리아 뱅크스 의원이 오스트레일리아 자유당에서 사퇴하면서 정부는 73석으로 줄었다. 그러나 이들 세 명의 의원 모두로부터 신임을 유지하여 정부를 유지할 수 있었다.

### 벨기에
벨기에는 소수 정부에 낯설지 않다. 게다가 이 유형의 정부는 헌법에 명시적으로 규정되어 있지 않지만, 헌법이 그 존재를 막지는 않는다. 대개 선거 후 집권하고 있던 정부가 과반수를 잃고 새로운 정부가 구성될 때까지 과도정부가 되어야 할 때 소수 정부가 나타난다.

#### 법적 근거
벨기에에서는 국왕이 정부를 임명한다. 그러나 벨기에는 민주주의 국가이므로 헌법적 관례상 이 임명은 민주적으로 선출된 기관인 벨기에 하원의 승인을 받아야 한다. 이 동의는 신임 투표를 통해 이루어진다. 그러나 작은 헌법적 장치가 있는데, 신임을 얻기 위해 필요한 과반수는 의원 전체 수를 기준으로 계산되는 것이 아니라 던져진 투표수를 기준으로 계산된다는 점이다. 벨기에 소수 정부 전문가인 루시앵 리고(Lucien Rigaux)가 지적했듯이, 이는 과반수가 출석 의원 수를 기준으로 계산되며 76표(하원 150석의 과반수) 이상을 필요로 하지 않음을 의미한다. 게다가 찬성표가 반대표보다 많으면 신임을 얻는다. 예를 들어 100표가 던져졌을 때, 소수 정부는 찬성 40표, 반대 20표, 기권 40표로 취임할 수 있다. 여러 이유로 정부에 참여하고 싶지 않은 정당의 기권은 전권을 가지고 민주적 정당성을 가진 비상 정부를 구성할 수 있게 한다.

#### 역사
연방 구성체에서는 소수 정부가 자발적으로 구성된 적이 없다. 반면에 중앙 및 연방 정부 수준에서는 소수 정부를 구성하려는 시도가 다섯 번 있었다. 이 중 세 번의 시도는 성공했다. 루시앵 리고가 벨기에 소수 정부의 역사에 관한 글에서 지적했듯이, "처음 두 번의 시도는 실패했다. 1925년에 자유당은 선거 참패를 겪었다. 그들은 정부 과반수에서 멀리 떨어져 있기를 선호했다. 가톨릭당과 벨기에 노동당은 각각 의석의 약 40%를 얻었으므로 단독으로 통치할 수 없었다. 그러나 가톨릭당 내에서는 사회주의자들과의 협력에 대해 심각한 망설임이 남아 있었다. 헨트 대학교의 플랑드르화와 외무 관리 문제에 대한 두 진영 간의 강한 긴장이 동질적인 가톨릭 정부의 몰락을 초래했다는 점을 말해야 한다. 38일간의 과도정부 - 당시로서는 비교적 긴 기간 - 이후 국왕은 가톨릭 내각을 임명했다. 후자는 의회에서 제안된 가톨릭 연립이 '플랑드르 국가법'을 존중하지 않고 '의회 상황의 어려움을 해결할 자격이 없으며' 부르주아지에 맞서 싸울 수 없다고 결정함으로써 마침내 좌절되었다."
1946년, 제2차 세계 대전 이후 구성된 거국 정부는 이미 그 목적을 달성했다. 자유당은 새로운 선거 패배로 인해 야당의 치료를 받아야 한다고 느꼈다. 사회주의자들과 가톨릭 신자들은 선거 운동 기간 동안 레오폴 3세의 벨기에 귀환 문제에 대해 충돌하여 정치 분위기가 특히 긴장되었다. 사회주의자들은 가톨릭 정보 제공자의 정부 구성 제안을 거부했다. 왜냐하면 사회주의자들은 자유당보다 더 나은 결과를 얻은 공산주의자들을 정부에 참여시키고 싶어하는 반면, 가톨릭당은 그렇게 하는 것을 단호히 거부하기 때문이다. 한 달간의 정치적 위기 끝에 국왕은 사회주의자들로만 구성된 내각을 임명했다. 당시 총리였던 폴앙리 스파크는 의회에서 다음과 같이 선언했다. "만약 여러분이 눈앞의 정부보다 더 강하고 안정적인 다수에 기반한 정부를 빠르게 구성할 수 있다고 생각한다면 주저하지 말고 우리를 전복시키십시오. 하지만 그런 확신이 없다면, 부정적인 투표 후에 긴 망설임, 타협, 실패한 시도를 예상한다면 여러분이 무엇을 하려는지 신중하게 생각하십시오." 그럼에도 불구하고 그는 며칠 후 무너졌다. 찬성표와 반대표가 같았기 때문에 의회의 신임을 얻지 못했다. 두 명의 사회주의 유럽의회 의원이 리에주행 기차를 놓치지 않기 위해 투표 전에 떠났기 때문에 패배는 더욱 삼키기 어려웠을 것이다.
반면에 마지막 세 번의 시도는 성공했다.
첫째, 1958년에 소수 정부가 처음으로 의회의 지지를 받았다. 기독사회당은 212석 중 104석으로 19세기 결과를 부러워할 것이 없는 뛰어난 성적을 얻었다. 그러나 정부 구성은 가톨릭 신자와 세속주의자를 서로 대립시키고 가톨릭 학교와 공립 학교의 자금 조달과 관련된 학교 문제에 특히 어려움을 겪었다. 사회주의자와 자유주의자 모두 가장 낮은 입찰자가 기독교 프로그램을 모두 실행할 정부에서 몇몇 직책을 요구할 기회를 갖게 될 어리석은 게임을 하고 있다고 느꼈다. 기독사회당은 104석을 활용하여 신임을 얻으려 했다. 예상 밖으로, 폴스유니 한 명과 자유주의자 두 명의 기권이 의회의 신임을 얻기에 충분했다. 가스통 에이스컨스 2세 소수 정부는 출석 의원들의 상대적 다수인 찬성 106표, 반대 104표로 지지를 받았다. 몇 달 후, 학교 문제에 대한 합의가 이루어진 후 자유당이 정부 팀에 합류하면서 소수 정부는 다수 정부가 되었다.
다음으로 1974년 정치적 상황은 1970년에 시작된 국가 개혁이었다. 공동체 자치권은 달성되었지만, 지역화의 실행은 교착 상태에 빠졌는데, 특히 브뤼셀 문제가 반복적으로 보류되었기 때문이다. 1974년 3월 10일 선거 후 15일 만에 레오 틴데만스 (CVP)가 정부 구성자로 임명되었다. 그는 광범위한 의회 기반의 혜택을 누릴 수 있는 정부를 구성하기 위해 자유주의자들과 사회주의자들과 협상에 들어갔다. 자유주의자들이 동의하는 것처럼 보이지만, 사회주의자들과의 협상은 주로 지역화 실행, 경제 문제에 대한 국가 개입 문제, 그리고 정치적 가족보다는 소위 공동체 정당들을 포함하는 '공동체 대 공동체' 협상 방식에 대한 차이점을 드러낸다. 좌파에서 강력한 캠페인을 벌였던 사회주의자들은 나무르 회의에서 협상에서 철수하고 "우익 연합"의 형성을 비난하기로 결정했다. 대다수를 형성하는 것을 포기하지 않고, 사회 기독교와 자유주의 정치 가문들은 공동체 정당들과 협상했다. 스틴옥커제엘에서 부분적 합의가 도달되었다. 왈롱 집회에게는 모든 것에 대한 합의가 없는 한 아무것도 합의되지 않은 것이다. 그럼에도 불구하고, 정부가 신속하게 구성될 수 있도록 기독 자유 연합에 자비로운 기권을 허용하기로 결정했다. 찬성 100표, 반대 63표, 그리고 무엇보다 기권 47표로 티네만스 1세 소수 정부는 5일 후 하원과 상원의 신임을 얻었다. 왈롱 집회도 연합에 합류하여 몇 달 후 다수가 되었다.
마지막으로 가장 최근의 성공적인 시도는 코로나19 위기에 맞서 싸우기 위해 2020년에 이루어졌다. 2019년 5월 26일 마지막 선거 이후 협상이 교착 상태에 빠진 동안 코로나바이러스 위기는 상황을 바꾸었다. 신플람스 연맹은 동의하지 않았지만, 플람스의 이익과 PTB는 빌메스 2세 내각에 전권을 부여하고 무엇보다도 보건 위기에 대처하기 위한 민주적 정당성을 부여하기 위해 신뢰를 주기로 결정했다.

#### 장점과 단점
일상적인 업무와 마찬가지로 소수 정부는 위기 상황에서 유연한 제도적 대응을 제공하여 국가가 계속 기능하고 필수적인 업무를 수행할 수 있도록 한다. 그러나 다수 정부와 달리 소수 정부의 행동은 시사, 일상 업무 또는 긴급 결정에 국한되지 않는다. 민주적 결정에 기반하여 구성되었기 때문에 완전한 권한을 행사하며 사실상 일정한 민주적 정당성을 확보한다.
소수 정부의 주요 단점은 의회 의원들의 과반수 찬성 없이도 구성될 수 있지만, 해산하기 위해서는 의회 의원들의 과반수(최소 76명)가 필요하다는 점이다.

### 체코 공화국
체코 공화국의 역사에는 소수 정부 사례가 몇 차례 있었다.
첫 번째 사례는 바츨라프 클라우스 제2내각(1996–1998)으로 시민민주당 (체코), 기독교민주연합-체코슬로바키아 인민당, 시민민주동맹으로 구성되었다. 체코 사회민주당 의원들은 신임 투표 시 국회에 불참하기로 합의했고, 정부는 신임을 얻어 통과되었다. 1997년 말, 내각은 ODS의 자금 부정 의혹과 관련하여 사임했다.
두 번째 사례는 1998년부터 2002년까지 통치한 밀로시 제만 내각(1998–2002)이다. 이것은 소위 야당 협정에 의해 수립되었다. 체코 사회민주당의 소수 정부였으며 시민민주당 (체코)의 지지를 받았다.
미레크 토폴라네크 제1내각(2006–2007)은 시민민주당(ODS)과 무소속의 소수 정부였다. 2006년 10월 3일, 내각은 체코 공화국 의회 하원에서 96대 99로 신임 공급을 통과하지 못했다.
안드레이 바비시 제1내각(2017–2018)은 ANO 2011으로 구성되었다. 2018년 1월 16일, 내각은 체코 공화국 하원에서 78대 117로 신임 투표에 실패했다. 이것은 안드레이 바비시 제2내각(2018-2021)으로 교체되었는데, 이것은 ANO 2011과 체코 사회민주당으로 구성된 소수 연립 정부였으며 보헤미아 모라바 공산당의 지지를 받았다.

### 캐나다
소수 여당 정부는 캐나다 연방 캐나다 의회와 캐나다의 주의 입법부 대부분에서 발생할 수 있지만, 노스웨스트 준주와 누나부트 준주는 비당파적 입법부를 가지고 있으며 합의 정부로 운영된다.
캐나다 연방 정치 역사상 14개의 별도 소수 의회에 걸쳐 15개의 소수 정부가 있었다. 연방 소수 정부는 일반적으로 2년 미만 지속된다. 이에 대한 예외로는 제26대 캐나다 의회, 제27대 캐나다 의회, 제39대 캐나다 의회 및 제40대 캐나다 의회가 있으며, 모두 2년 이상 지속되었다. 제14대 캐나다 의회는 교차투표와 보궐선거로 인해 기간의 절반 동안 소수 정부로 기능했다. 제15대 캐나다 의회는 두 개의 다른 소수 정부가 형성된 유일한 연방 소수 의회였다. 연방 수준에서 선출된 가장 최근의 소수 의회는 2021년 9월에 구성이 결정된 제44대 캐나다 의회이다.
소수 여당 정부는 모든 주 의회 및 유콘 준주 입법부에서도 발생한다. 그러나 소수 여당 정부는 연방 수준만큼 자주 발생하지는 않는다. 온타리오주는 정치 역사상 여섯 번의 소수 입법부를 경험했으며, 이는 10개 주와 유콘 준주 중 가장 많다. 앨버타주는 주 입법부에서 소수 정부를 한 번도 경험한 적이 없는 유일한 주이다.
소수 여당 정부가 캐나다 정치에서 발생할 수 있지만, 공식적인 연립 정부 구성은 드물며, 과거의 소수 정부는 대신 협력 및 신임 공급 협정에 의존하여 통치했다. 역사적으로 1840년대와 1850년대에 캐나다주 의회에서 여러 연립 정부가 형성되었다. 1864년의 대연정 형성은 결국 1867년의 캐나다 연방으로 이어졌다. 캐나다 연방 이후, 1917년에 연방 캐나다 정치에서 보수당과 자유당 간의 전시 연립 정부만이 형성되었다. 연립 정부는 주 입법부에서 더 자주 발생했으며, 20세기와 21세기에 여러 주 연립 정부가 형성되었다.

### 덴마크
덴마크는 소수 정부에 대한 풍부한 전통을 가지고 있다. 국가의 비례대표제 선거 제도에도 불구하고, 이는 거의 항상 승리 정당이 과반수에 훨씬 못 미치는 결과를 초래하지만, 단일 정당 소수 정부는 여전히 덴마크 정치에서 정기적으로 발생한다.
1982년 이후 덴마크의 대부분의 다당 연립 정부조차 소수 정부였다. 따라서 현 정부는 비집권 정당과 협상을 해야 한다. 종종 소규모 극좌 또는 극우 정당은 사회민주당 또는 좌파당이 이끄는 중도좌파 또는 중도우파 연립 정부에 신임 지지를 제공한다. 수년 동안 덴마크 정치는 "붉은색"과 "푸른색" 블록으로 나뉘었으며, 그 의원들은 일반적으로 각각 사회민주당과 좌파당 내각을 지지할 것으로 예상된다.
2019년 덴마크 의회 선거에서 선출된 프레데릭센 1차 내각은 사회민주당(이전 선거에서 약 25%의 득표율을 얻었다)의 단일 정당 소수 정부이며 다른 세 정당의 지지를 받고 있다. 이전 내각인 라스 레케 라스무센 3차 내각은 좌파당이 이끄는 3당 소수 연립 정부였으며 덴마크 인민당의 지지를 받았다. 라스무센의 이전 내각인 라스 레케 라스무센 2차 내각은 단일 정당 좌파당 소수 정부였는데, 이는 2015년 덴마크 의회 선거에서 좌파당이 약 20%의 득표율을 얻어 3위를 기록했기 때문에 특히 주목할 만한 성과였다.

### 에스토니아
에스토니아는 몇 차례 소수 정부를 경험했다. 소수 내각은 다음과 같은 경우에 발생할 수 있다.
1. 집권 연립 정부가 연립 참여 정당이 탈퇴하여 지지를 잃을 때 (배히 2기 내각, 안시프 2기 내각)
2. 총리가 연립 정당의 장관들에게 직무 해제를 요청할 때 (카야 칼라스 내각)
3. 국회의원들이 당내 파벌을 떠날 때 (라타스 내각)
4. 추가적인 의회 지지를 받아 소수 정부가 임명될 때 (트니손 4기 내각, 배히 임시 내각, 시만 내각, 시임 칼라스 내각)
5. 정부가 다수 득표로 취임하고 일부 국회의원들이 투표를 기권할 때 (버크 내각, 트니손 2기 내각, 피프 내각, 아켈 내각)

추가적인 지지는 국회의원들이 당내 파벌을 떠나도 다음 선거까지 다른 파벌에 공식적으로 합류할 수 없기 때문에 가능하다. 정부는 임기 내내 소수 정부일 수도 있고, 보통은 임기의 일부만 소수 정부일 수도 있다. 소수 내각 목록:
- 아. 버크 내각 (1920)
- 얀 트니손 2기 내각 (1920)
- 안. 피프 내각 (1920–1921)
- 프. 카. 아켈 내각 (1924)
- 얀 트니손 4기 내각 (1933)
- 티. 배히 임시 내각 (1992)
- 티. 배히 2기 내각 (1996–1997)
- 마. 시만 내각 (1997–1999)
- 시. 칼라스 내각 (2002–2003)
- 안. 안시프 2기 내각 (2009–2011)
- 위. 라타스 내각 (2018–2019)
- 카. 칼라스 1차 내각 (2022)

### 프랑스
1958년 프랑스 제5공화국과 의회 선거의 결선투표제가 동시에 도입된 이후, 프랑스는 소수 정부를 거의 겪지 않았다. 실제로 다수제 선거 제도는 일반적으로 정부가 의존할 수 있는 상당한 의회 다수를 배출하지만, 몇 가지 예외가 있다. 1958년 이후 16번의 총선 중 1988년 프랑스 총선, 2022년 프랑스 총선, 2024년 프랑스 총선 세 번만 헝 의회를 낳았다. 두 경우 모두 선거 이후 소수 정부가 구성되었으며, 안정을 보장하는 공식적인 연합이나 신임 공급 협정은 마련되지 않았다.
사실 프랑스 헌법은 의회 주권에 대한 정치적 안정을 보장하기 위해 많은 제도적 장치를 제공하며, 행정부가 소수로 통치해야 할 때 이러한 헌법적 장치가 중요해진다.
- 제44조: 정부가 총론 전에 위원회에서 논의되지 않은 제안된 수정안을 거부할 수 있도록 허용한다 (44조 2항). 정부가 장관들이 제안하거나 후원하지 않은 모든 수정안을 뒤집으면서 법안 전체 또는 일부에 대해 의회 상공원에 투표를 요청할 수 있도록 허용한다 (44조 3항).
- 제47조 및 47-1조: 의회가 헌법적 시간 제한 내(정부 예산 70일, 사회 보장 예산 50일)에 정부 예산('47') 또는 사회 보장 예산('47-1')에 대해 투표하지 않은 경우, 정부는 칙령으로 예산을 집행할 수 있다.
- 제49조: 정부가 프랑스 하원에서 프로그램 또는 일반 정책 선언에 대한 신임 투표를 피할 수 있도록 허용한다 (49조 1항). 불신임 결의를 통과시키기 위해 하원 전체 의원의 절대 다수를 필요로 한다 (49조 2항). 정부가 의회 회기당 한 번 (숫자 제한 없이 사용할 수 있는 정부 및 사회 보장 예산을 제외하고) 법안에 대해 "책임을 지는 것"을 허용하며, 하원이 불신임 결의를 채택하지 않는 한 법안은 투표 없이 통과된 것으로 간주되므로 사실상 법안을 신임 투표 문제로 취급한다 (49조 3항/49.3).

2024년 현재 프랑스 제5공화국 역사상 6개의 소수 정부는 다음과 같다.
| 기간      | 정부 수반         | 정당                                             | 의석 | 의석  | 의석 | 의석    | 의석  |
| 기간      | 정부 수반         | 정당                                             | 정부 | 정부  | 지지 | 합계    | 합계  |
| --------- | ----------------- | ------------------------------------------------ | ---- | ----- | ---- | ------- | ----- |
| 1988-1991 | 미셸 로카르       | 사회당                                           | 275  | 47.7% | 41   | 316/577 | 54.8% |
| 1991-1992 | 에디트 크레송     | 사회당                                           | 275  | 47.7% | 0    | 275/577 | 47.7% |
| 1992-1993 | 피에르 베레그부아 | 사회당                                           | 275  | 47.7% | 0    | 275/577 | 47.7% |
| 2022–2024 | 엘리자베트 보른   | 르네상스 – 민주운동 – 지평선 (앙상블 !)          | 251  | 43.5% | 0    | 251/577 | 43.5% |
| 2024      | 가브리엘 아탈     | 르네상스 – 민주운동 – 지평선 (앙상블 !)          | 250  | 43.3% | 0    | 250/577 | 43.3% |
| 2024–현재 | 미셸 바르니에     | 르네상스 – 민주운동 – 지평선 (앙상블 !) – 공화당 | 212  | 36.9% | 0    | 212/577 | 36.9% |

이전 보른 정부는 2022년 프랑스 총선 결과 3당 소수 연립 정부였는데, 이 선거에서 에마뉘엘 마크롱 대통령 연립은 하원에서 의회 과반수를 잃고 115석 과반수에서 헝 의회로 바뀌었으며, 중도 성향의 대통령 연립은 최대 블록이었지만 전체 과반수보다 38석 부족했다. 보른 내각은 31번의 불신임 동의에서 살아남았고 보른 총리는 헌법 49조 3항을 23번 발동했는데, 주로 2023년 정부 및 사회 보장 예산을 통과시키기 위해서였지만 2023년 3월에 연금 제도 개혁을 통과시키기 위해서도 사용되었다. 그럼에도 불구하고 정부는 몇 차례 의회 투표에서 패배했으며, 이는 제5공화국 하에서는 이례적인 일이었다.

### 독일
독일에서는 소수 정부가 흔치 않지만, 역사적으로 독일 제국과 바이마르 공화국 시대에는 더 흔했다. 연방 공화국(1949년 이후)에서는 건설적 불신임이 이론적으로 소수 정부에 높은 수준의 장수를 부여하지만, 실제로는 드물다. 연방 차원에서 투자된 소수 정부는 없지만, 정부가 임기 중에 과반수를 잃으면서 짧은 기간 동안 소수 정부가 존재한 적은 있다. 소수 정부는 주 수준에서도 존재했으며, 때로는 상당한 기간 동안 존재했다. 소수 정부의 실행 가능성은 주마다 다르다. 일부 주는 정부가 투자되기 위해 의회의 절대 다수 표결을 요구하는 반면, 다른 주는 단순 다수 또는 상대 다수만 요구한다.
1949년부터 2017년 12월까지 독일에는 연방 차원 4건, 주 차원 27건을 포함해 총 31건의 소수 정부 기간이 있었다. 4건의 연방 사례 모두 기존 정부가 과반수를 잃으면서 발생했다. 아데나워 4차 내각은 FDP 탈퇴 후, 에르하르트 2차 내각도 FDP 탈퇴 후, 브란트 1차 내각은 의회 이탈 후, 슈미트 3차 내각은 FDP 해임 후 발생했다. 이 중 에르하르트 2차 내각과 슈미트 3차 내각만이 "진정한" 소수 정부로 간주된다. 아데나워 4차 내각은 빠르게 해산되어 아데나워 5차 내각으로 교체되었고, 브란트 1차 내각은 베를린의 독일 연방의회 대표단 덕분에 기술적 다수를 유지했다. 에르하르트와 슈미트의 소수 정부는 단명하여 한 달도 채 지속되지 않았으며, 둘 다 총리직에서 물러나면서 끝났다.
1949년부터 2017년 12월까지 9개의 다른 주에서 최소 한 번의 소수 정부 기간을 가졌으며, 일부는 4번이나 가졌다. 연방 수준에 비해 주 수준의 소수 정부는 보통 훨씬 더 오래 지속되었으며, 평균 333일이었다. 가장 긴 기간은 라인홀트 회프너가 이끈 작센안할트주의 두 독일 사회민주당 주도 소수 정부로, 1994년부터 2002년까지 두 번의 완전한 임기(각각 1,452일 및 1,406일)를 수행했다. 이 정부들은 신임 투표 중 PDS의 기권으로 가능했으며, "마그데부르크 모델"이라고 불렸다. 그러나 대부분의 소수 정부는 여전히 과반수 상실에서 비롯되었으며, 13번은 연립 파트너 탈퇴, 12번은 선거 패배, 4번은 의회 이탈 때문이었다. "관용" 기반으로 마그데부르크 모델과 유사하게 형성된 소수 정부는 7개뿐이었다. 또한 한 번의 임기보다 오래 지속된 소수 정부는 작센안할트주의 앞서 언급된 회프너 정부와 헤센주에서 1982년부터 1983년까지, 1983년부터 1985년까지였다. 이때 동맹 90/녹색당은 두 번의 연속적인 SPD 소수 정부를 용인했다(이 협정은 SPD와 녹색당이 연립 정부를 수립한 1985년에 종료되었다).
주 수준에서 소수 정부의 다른 예로는 클라우스 보베라이트가 이끈 베를린의 첫 정부가 있다. SPD와 녹색당의 소수 연립으로 PDS의 지지를 받았다. 이 정부는 부패 스캔들로 이전 CDU 정부가 붕괴된 후 2001년 6월부터 10월 주 선거까지 임시로 운영되었다. 하넬로레 크라프트가 이끈 노르트라인베스트팔렌주의 첫 정부는 SPD와 녹색당 연립으로 좌파당의 지지를 받아 2010년 주 선거 후 구성되어 2012년 선거까지 운영되었다. 보도 라멜로가 이끈 튀링겐주의 두 번째 정부는 좌파당, SPD, 녹색당 연립으로 2020년 튀링겐 정치 위기 해결을 위해 독일 기독교민주연합의 지지를 받아 투자되었다.

### 아일랜드
아일랜드 공화국의 정치 시스템은 대체로 단순 다수제 시스템으로 작동하며, 아일랜드 총리는 자신을 지지하는 표결에서 50% + 1표를 얻을 때 달에 의해 선출된다. 총리는 달의 승인을 받아 아일랜드 정부의 구성원을 임명한다. 1980년대 이후 다른 정당들의 인기가 높아져 이제 연립 정부가 일반적이고 예상되는 상황이 되었으며, 두 주요 정당 중 하나가 주요 파트너이고 하나 이상의 소수 파트너가 연립 정부가 달에서 과반수를 유지하도록 보장한다.
소수 정부는 한 정당(또는 연립 정부)이 정부 구성원이 아닌 한 명 이상의 다른 정당이나 무소속 TD로부터 자신을 총리로 지지하는 데 동의를 얻고 다수 지지를 얻을 때 형성된다. 법안 및 달의 다수 투표를 요구하는 기타 사항에 대한 지지는 법안별로 협상된다.
정부를 이끌 후보를 지명하는 데 합의가 이루어지지 않으면, 현 총리(비상 체제로 계속 활동)는 달 해산을 요청하고 새로운 총선을 치를 수 있다. 그러나 현재까지 이런 상황은 발생하지 않았다.
단일 정당 단순 다수 정부를 가진 마지막 달은 1977년 아일랜드 총선에서 선출된 제21대 달이었다. 아일랜드 역사상 32개 정부 중 15개가 소수 정부였으며, 대부분 피어너 팔에 의해 구성되었다.
- 1922
- 1923
- 1927년 6월
- 1927년 9월
- 1932 (피어너 팔)
- 1933 (피어너 팔)
- 1937 (피어너 팔)
- 1943 (피어너 팔)
- 1951 (피어너 팔)
- 1961 (피어너 팔)
- 1981 (피너 게일–노동당)
- 1982년 2월 (피어너 팔)
- 1987 (피어너 팔)
- 1997 (피어너 팔–진보 민주당)
- 2016 (피너 게일)

### 네덜란드
네덜란드의 연립 정부는 비례대표제로 선출된 의회 정당의 지지를 받아 형성된다. 매우 드물지만, 선거 결과 다수 연립 정부가 불가능할 경우 네덜란드 내각 구성 기간 동안 소수 정부가 형성될 수 있다. 종종 소수 정부는 내각 연립 파트너 중 하나가 지지를 철회하거나 특정 의회 정당의 모든 장관이 사임할 때 형성된다. 이 경우 네덜란드의 총리는 전체 내각의 사임을 네덜란드 국왕에게 제출한다.
이 시점에서 국왕은 의회를 해산하고 총선을 실시할 수 있다. 내각은 퇴임 내각으로 계속 역할을 수행한다. 퇴임 내각은 소수 정부가 아니라 과도정부의 한 형태로, 새 의회가 구성될 때까지 제한된 권한만 누린다.
국왕이 의회를 해산하지 않으면 나머지 내각은 소수 내각으로 계속 활동하며 모든 권한을 갖는다. 이미 준비 중인 법안을 의회가 과반수 투표로 통과시키면 마무리할 수 있으며, 이는 정부 외부 정당의 지지가 필요하다. 이론적으로 조기 총선을 실시할 필요는 없지만, 연립 협정이 더 이상 의회 지지를 받지 못하므로 실제로는 자주 필요하다.
국왕에게는 세 번째 선택지가 있다. 즉, 다른 의회 정당들로 구성된 새 내각 구성이다(탈퇴한 연립 파트너 포함 가능). 이 경우 정보자가 새로운 연립 협정을 협상할 수 있다면 국왕은 의회를 해산하지 않으므로 의회 임기 말에 예정된 대로 선거가 치러진다.
네덜란드는 2010년부터 2012년까지 소수 정부를 경험했다: 뤼터 1차 내각. 이 정부는 의회에서 자유당의 지지를 받았으며, 총합적으로 정부에 과반수를 제공했다. 뤼터 2차 내각 (2012–2017)은 보수 자유주의 VVD와 사회민주주의 노동당으로 구성되었으며, 네덜란드 하원에서 과반수를 차지했지만 네덜란드 상원에서는 상대 다수를 차지했다. 2013년 10월 11일, 내각은 사회 자유주의 D66와 소수 기독교 정당 CU 및 SGP와 예산 협정에 도달했다. 이로써 VVD/PvdA 내각은 상원에서 한 석 차이로 과반수를 확보했다 (참조: 보라색 (정부)).

### 노르웨이
2020년 1월 20일 현재 노르웨이는 소수 정부이다. 2019년 초 기독교민주당 크리스탈릭 폴케파르티가 에르나 솔베르그 내각에 합류하여 2013년 이후 소수 정부를 유지해오던 내각을 다수 정부로 만들었다. 2020년 1월 20일 진보당은 정부 역할에서 물러나 야당이 될 것이라고 발표했지만, 에르나 솔베르그를 총리로 계속 지지할 것이라고 밝혔다.
노르웨이는 욘 륑, 셸 망네 본데비크, 옌스 스톨텐베르그가 이끄는 내각을 포함하여 역사적으로 여러 차례 소수 정부를 경험했다.

### 싱가포르
1955년 4월 2일에 실시된 싱가포르 입법의회 선거에서 노동전선이 25석 중 10석을 얻어 단일 최대 정당으로 부상했다. 데이비드 마셜은 통일말레이국민조직, 말레이시아화인협회, 말레이 연합의 지지로 소수 정부를 구성했다. 마셜의 후임자인 림유혹은 1959년 선거 패배까지 이 소수 정부를 이끌었다.
1959년 5월 30일에 실시된 선거에서 리콴유가 이끄는 인민행동당이 압승을 거두었다. 이들은 51석 중 43석을 확보하여 싱가포르 인민동맹 정부를 이끌던 림유혹을 완패시켰다. 그러나 이 다수 정부는 단명했다. 1960년 7월, 당시 국가개발부 장관이었던 온엥관이 다른 두 명의 의원과 함께 장관직과 집권 인민행동당에서 사임했다. 이로써 인민행동당의 의석 수는 40석으로 줄었다. 1961년 7월, 리콴유 총리가 제기한 신임 동의안에서 인민행동당에 투표하지 못한 14명의 좌파 성향 의원들이 인민행동당에서 제명되었다. 이로써 의회에서 인민행동당의 의석 수는 26석으로 줄어들었다 - 한 석 차이의 과반수였다. 이 한 석 차이의 과반수는 1962년 7월 새로 형성된 사회주의전선으로 한 명이 이탈하면서 상실되었다. 1962년 8월 16일, 인민행동당은 새로 창당된 UPP로 온엥관이 이탈하면서 이 한 석 차이의 과반수를 되찾았다. 그러나 이는 오래가지 못하고 닷새 후 당시 인력부 장관이었던 아흐마드 이브라힘이 갑자기 사망하면서 인민행동당은 과반수를 잃었다. 그때부터 1963년 선거까지 인민행동당은 51석 중 25석으로 소수 정부를 운영했다.
인민행동당이 1963년 선거에서 3분의 2 이상의 과반수를 확보하고, 이어진 보궐선거와 총선에서 의회를 장악하면서 1963년은 싱가포르에서 소수 정부가 존재했던 마지막 시기가 되었다.

### 슬로바키아
주린다 제2내각(2002–2006)은 SDKÚ, KDH, ANO, SMK의 다수 정부였다. ANO는 2005년에 내각을 떠났고 KDH는 2006년에 떠났다. 그 결과 내각은 몇 달 동안 소수 내각으로 계속되었다.
에두아르트 헤게르 내각(2021-2023)은 오비차이니 루디 아 네자비슬레 오소브노스티, 우리는 가족, 자유와 연대 (슬로바키아), 민중의당으로 구성되었으며, 2022년 9월 SaS가 정부를 떠나면서 과반수를 잃었다. 내각은 2022년 12월 15일에 불신임 투표에서 패배했으며, 2023년 5월 15일에 류도비트 오도르가 이끄는 무소속 전문가들로 구성된 과도정부가 후임될 때까지 통치했다.

### 스웨덴
스웨덴은 여러 차례 소수 정부를 경험했으며, 대부분 스웨덴 사회민주노동자당이 이끌었으며, 2006년까지는 좌파 사회주의자당의 지지를 받았다. 중도우파 연합은 온건당이 이끌었고, 2010년부터 2014년까지 소수 연립 정부를 구성했다. 최근의 소수 연립 정부는 온건당이 이끌며 스웨덴 민주당의 지지를 받고 있다.

### 튀르키예
튀르키예의 소수 정부 목록:
- 튀르키예 제28대 정부 (1963년 12월 25일 – 1965년 2월 20일)
- 튀르키예 제38대 정부 (1974년 11월 17일 – 1975년 3월 31일)
- 튀르키예 제40대 정부 (1977년 6월 21일 – 1977년 7월 21일)
- 튀르키예 제43대 정부 (1979년 11월 12일 – 1980년 9월 11일)
- 튀르키예 제51대 정부 (1995년 10월 5일 – 1995년 10월 30일)
- 튀르키예 제53대 정부 (1996년 3월 6일 – 1996년 6월 28일)
- 튀르키예 제56대 정부 (1999년 1월 11일 – 1999년 5월 28일)

### 영국
1900년 이후 단일 정당이 의회 과반수를 확보하지 못한 경우가 많았지만, 2010년–2015년 보수당/자유민주당 연립 정부는 1931년과 1945년 사이 국가 내각 이후 영국에서 처음으로 이러한 유형의 공식적인 연립 정부였다. 영국 의회와 영국 언론은 소수 정부를 불안정하고 비효율적이라고 보는 경향이 있으며, 이는 정부가 법안을 통과시킬 힘이 부족하고, 불신임 결의에 취약하며, 정책 타협과 희석된 정치 의제를 초래하는 연립 정부의 필요성 등 문제를 야기하기 때문이다. 연립 정부는 또한 소수 정부의 사례(캘러헌과 메이저)가 쇠퇴하는 정부의 결과로 발생하는 것으로 인해 불안정하다고 여겨질 수 있다. 소수 정부의 예는 다음과 같다.

#### 해럴드 윌슨 (1974–1979)
노동당은 해럴드 윌슨이 이끌고 1974년 2월 총선 이후 7개월 동안 소수 정부를 구성했다. 이 상황은 그 해 10월 총리가 10월 총선을 치르면서 노동당 정부가 3석의 소수 과반수를 얻은 후까지 이어졌다. 다음 행정부도 1978년 자유-노동 협약 붕괴 이후 소수 정부가 되었으며, 당시 영국의 총리 제임스 캘러헌 정부는 1979년 3월 한 표 차이로 통과된 불신임 투표 결과 무너졌다.

#### 존 메이저 (1996–1997)
소수 정부는 1996년 12월부터 1997년 5월 총선까지 영국에서 집권했다. 보수당은 존 메이저가 이끌고 1992년 총선에서 다른 모든 정당에 대해 21석의 절대 다수를 얻었다. 그 다수는 탈당과 보궐선거 패배를 통해 점진적으로 줄어들었으며, 후자 중 가장 주목할 만한 것은 뉴베리, 사우스 이스트 스태퍼드셔, 위럴 사우스에서의 패배로, 결국 메이저 정부의 의회 과반수를 잃게 되었다. 그러나 보수당은 북아일랜드의 얼스터 연합당과 민주연합당의 지지를 유지했다.

#### 데이비드 캐머런 (2010–2015)
2010년 총선에서 보수당은 가장 많은 의석과 표를 얻었지만, 의회에서는 소수 의석만 확보했다. 선거 후 보수당 소수 정부 구성 가능성에 대한 논의가 있었고, 당시 고든 브라운 총리가 정부를 구성할 첫 기회를 가졌기 때문에 노동당, 자유민주당 및 기타 소수 정당 간의 어떤 형태의 동맹 구성에 대한 논의도 있었다. 그러나 브라운은 영국 하원에서 보수당이 가장 많은 의석을 얻었기 때문에 정부를 구성할 첫 기회를 가져야 한다고 인정하며 권리를 포기했다. 추가 논의는 보수당과 자유민주당 간의 공식 연립 수립으로 이어졌으며, 이는 더 큰 안정을 보장할 것이라고 생각했기 때문에 다수 여당 정부 형성을 가능하게 했다.

#### 테리사 메이 (2017–2019)
2016년, 데이비드 캐머런이 브렉시트 국민투표 결과 사임하자 테리사 메이가 후임 총리가 되었다. 메이는 브렉시트 협상에서 자신의 입지를 강화하기 위해 2017년 조기선거를 치르기로 결정했다. 2017년 총선에서 보수당은 가장 많은 의석과 표를 얻었지만, 하원에서 과반수를 잃어 브렉시트 협상에서 오히려 약화되었다. 테리사 메이가 이끄는 보수당은 2017년 6월 9일 317석으로 소수 정부를 구성했다. 6월 10일, 총리실은 민주연합당과의 협약을 발표했으며, 이에 따라 DUP는 신임 공급 협정으로 보수당 정부를 지지할 것이었다. 그러나 DUP는 나중에 그러한 협약은 이루어지지 않았다고 발표했다. 이는 2017년 6월 26일까지 지속되었으며, 이때 협약이 두 정당 간에 합의되고 발표되었다.

#### 보리스 존슨 (2019)
테리사 메이가 2019년 5월 사임한 후, 보리스 존슨이 새로운 당 대표이자 총리가 되었다. 존슨 제1차 내각은 2019년 영국 총선까지 소수 정부였다. 2019년 7월 24일 21명의 보수당 의원의 채찍 정지로 인해 정부는 과반수를 확보하기 위해 43석이 부족하게 되었다. 정부는 총선이 실시되기 전인 2019년 가을에 여러 차례 의회 투표에서 패배했다. 존슨은 2019년 영국 총선 후 마거릿 대처 총리가 1987년에 얻은 이후 가장 큰 보수당 과반수를 얻었으며, 이로써 소수 정부 운영을 마감했다.

#### 스코틀랜드

##### 2007
2007년 스코틀랜드 의회 선거 이후 스코틀랜드 국민당은 알렉스 새먼드가 이끌고 스코틀랜드 의회에서 소수 정부를 구성했다.
SNP는 선거에서 129석 중 47석을 얻어 스코틀랜드 의회에서 절대 다수 의석에는 미치지 못했지만, 다른 어떤 단일 정당보다 많은 의석을 얻었다. SNP는 다른 정당과 과반수 연립 정부를 협상할 수 없었지만, 다른 정당들의 조합이 어떤 협정에도 합의할 수 없었기 때문에 SNP는 단일 정당 소수 정부를 구성하기로 선택했다. 그들은 특정 법안을 통과시키기 위해 스코틀랜드 녹색당과 스코틀랜드 보수당과 신임 공급 지지를 종종 협상했다.

##### 2016
2016년 스코틀랜드 의회 선거 이후, SNP는 스코틀랜드 의회에서 129석 중 63석을 얻어 2011년에 얻었던 집권 다수 의석을 잃었지만, 니컬라 스터전이 이끄는 단일 정당 소수 정부를 구성했다. 의회 임기 동안, 그들은 비공식적으로 스코틀랜드 녹색당과 협력했다.

##### 2021-2024
2021년 스코틀랜드 의회 선거에 이어 스코틀랜드 국민당은 전체 과반수에서 한 석 부족했다. 그들은 다른 소수 정부를 구성했으며, 니컬라 스터전이 이끌었다. 그 후 SNP는 2021년 8월 스코틀랜드 녹색당과 연립 정부를 구성하여 스터전의 세 번째 정부를 소수 지위에서 벗어나게 했다.
2024년 4월 25일, 훔자 유사프 수석장관은 권력 분담 협약을 스코틀랜드 녹색당과 중단하여 스코틀랜드 국민당 소수 정부를 초래했다.
존 스위니는 스코틀랜드 국민당 당대표 선거에서 승리하고 소수 정부를 구성했다.

#### 웨일스
2007년 총선 이후 웨일스 노동당은 로드리 모건이 이끌고 처음에는 웨일스 의회에서 소수 정부를 구성했다. 이는 선거에서 26석을 얻어 의회 의석의 절대 다수에 미치지 못했기 때문이다. 노동당은 처음에는 자유민주당과 연립을 구성할 수 없었지만, 보수당 (영국), 자유민주당, 플라이드 컴리의 '무지개 연립'은 실현되지 못했다. 그러나 2007년 7월 6일, 웨일스 노동당 당원들은 플라이드 컴리와의 연립에 찬성 투표했고, 다음 날 플라이드 컴리 당원들도 비슷한 결과를 보였다. 그 결과, 웨일스 의회는 노동당-플라이드 컴리 동맹에 의해 통제되었고, 로드리 모건은 초대 장관(2009년 은퇴하고 후임으로 카륀 존스가 초대 장관으로 취임할 때까지)이었으며 플라이드 컴리 대표인 이에완 윈 존스는 부대표였다. 2011년 웨일스 총선 이후 웨일스 노동당은 30석을 얻어 새로운 정부를 구성했지만, 전체 과반수에서 한 석 부족했다. 2016년 웨일스 노동당은 29석을 얻어 30석 중 1석이 남은 자유민주당 의원과 정부를 구성했으며, 다시 한 석 부족한 과반수였다. 소수 정부는 2021년 웨일스 총선 이후에도 구성되었는데, 웨일스 노동당은 의회 총 60석 중 절반인 30석을 얻었지만 실질적 다수(31석)에서는 한 석 부족했으며, 연립 정부는 구성되지 않았고 노동당은 어떤 법안 통과를 위해 양당 협력 (최소 노동당 이외의 의석에서 1표 이상)에 의존했다.

## 현재 소수 여당 정부 목록
| 국가                       | 정부 수반                      | 입법부        | 정당                                                                | 의석 | 의석   | 의석 | 의석    | 의석   |
| 국가                       | 정부 수반                      | 입법부        | 정당                                                                | 정부 | 정부   | 지지 | 합계    | 합계   |
| 국가                       | 국가                           | 국가          | 국가                                                                | 국가 | 국가   | 국가 | 국가    | 국가   |
| -------------------------- | ------------------------------ | ------------- | ------------------------------------------------------------------- | ---- | ------ | ---- | ------- | ------ |
| 브라질                     | 루이스 이나시우 룰라 다 시우바 | 국민회의      | PT – PDT – PSB – PSOL – 아반테 – PCdoB – PV – 솔리다리에다지 – REDE | 154  | 25.9%  | 114  | 268/594 | 45.1%  |
| 불가리아                   | 로젠 젤랴즈코프                | 국민의회      | GERB/SDS – BSP – ITN                                                | 102  | 42.5%  | 0    | 102/240 | 42.5%  |
| 캐나다                     | 마크 카니                      | 하원          | 자유당                                                              | 169  | 49.3%  | 0    | 169/343 | 49.3%  |
| 크로아티아                 | 안드레이 플렌코비치            | 의회          | HDZ – DP                                                            | 66   | 44.0%  | 12   | 78/150  | 52.0%  |
| 덴마크                     | 메테 프레데릭센                | 의회          | A – V – M                                                           | 86   | 48.0%  | 4    | 90/179  | 50.3%  |
| 프랑스                     | 프랑수아 바이루                | 하원          | 르네상스 – 민주운동 – 지평선 (앙상블 !) – DR                        | 211  | 36.6%  | 0    | 211/577 | 36.6%  |
| 일본                       | 이시바 시게루                  | 중의원        | 자민당 – 공명당                                                     | 221  | 47.5%  | 0    | 221/465 | 47.5%  |
| 노르웨이                   | 요나스 가르 스퇴레             | 의회          | A/Ap                                                                | 48   | 28.4%  | 0    | 48/169  | 28.4%  |
| 포르투갈                   | 루이스 몬테네그루              | 공화국 의회   | PPD/PSD – CDS-PP (AD)                                               | 80   | 34.8%  | 0    | 80/230  | 34.8%  |
| 루마니아                   | 커털린 프레도이우 (대행)       | 대의원 원로원 | PSD – PNL – UDMR                                                    | 225  | 48.39% | 19   | 244/465 | 52.47% |
| 스페인                     | 페드로 산체스                  | 하원          | PSOE – 수마르                                                       | 147  | 42.0%  | 32   | 179/350 | 51.1%  |
| 스웨덴                     | 울프 크리스테르손              | 의회          | M – KD – L                                                          | 103  | 29.5%  | 73   | 176/349 | 50.4%  |
| 대한민국                   | 한덕수                         | 국회          | 국민의힘                                                            | 108  | 36.0%  | 0    | 108/300 | 36.0%  |
| 중화민국                   | 줘룽타이                       | 입법원        | 민주진보당                                                          | 51   | 45.1%  | 0    | 51/113  | 45.1%  |
| 하위 국가                  |                                |               |                                                                     |      |        |      |         |        |
| 틀:나라자료 아스투리아스주 | 아드리안 바르본                | 총회          | FSA-PSOE                                                            | 19   | 42.2%  | 4    | 23/45   | 51.1%  |
| 아소르스 제도              | 조제 마누엘 볼리에이루         | 입법부        | PPD/PSD – CDS–PP – PPM                                              | 26   | 45.6%  | 3    | 29/57   | 50.9%  |
| 발레아레스 제도            | 마르가 프로엔스                | 의회          | PP                                                                  | 25   | 42.3%  | 9    | 34/59   | 57.6%  |
| 카탈루냐                   | 살바도르 일라                  | 의회          | PSC                                                                 | 42   | 31.1%  | 26   | 68/135  | 50.4%  |
| 틀:나라자료 무르시아주     | 페르난도 로페스 미라스         | 의회          | PP                                                                  | 21   | 46.6%  | 9    | 30/45   | 66.6%  |
| 나바라주                   | 마리아 치비테                  | 의회          | PSN – GBai – 포데모스                                               | 21   | 42.0%  | 9    | 30/50   | 60.0%  |
| 뉴사우스웨일스주           | 크리스 민스                    | 의회          | 노동당                                                              | 45   | 48.4%  | 3    | 48/93   | 51.6%  |
| 스코틀랜드                 | 존 스위니                      | 의회          | SNP                                                                 | 64   | 49.6%  | 0    | 64/129  | 49.6%  |
| 태즈메이니아주             | 제레미 록리프                  | 의회          | 자유당                                                              | 14   | 40.0%  | 4    | 18/35   | 51.4%  |
| 튀링겐주                   | 마리오 포익트                  | 의회          | CDU – BSW – SPD                                                     | 44   | 50.0%  | 0    | 44/88   | 50.0%  |
| 웨일스                     | 엘루네드 모건                  | 의회          | 노동당                                                              | 30   | 50.0%  | 0    | 30/60   | 50.0%  |
| 유콘 준주                  | 랜즈 필라이                    | 입법부        | 자유당                                                              | 8    | 42.1%  | 3    | 11/19   | 57.9%  |

## 같이 보기
- 연립정부
- 헝 의회
- 다수 여당 정부

## 참고
1. ↑  제15대 캐나다 의회 기간 동안 두 개의 소수 정부가 있었다.
2. ↑  연립 정부에 미치지 못하는 다른 정당의 지지. 예를 들어 신임 공급 협정에서.
3. ↑  주로 중도우파 공화당의 기권 덕분에 여러 불신임 결의에서 살아남았지만, 신임 공급 협정은 없으며 공화당은 프랑스 하원에서 공식적으로 야당 그룹임을 선언했다.
4. ↑  연립에 미치지 못하는 다른 정당의 지지, 예를 들어 신임 공급 협정에서.